# Barney Hayhoe, Baron Hayhoe
Bernard „Barney“ John Hayhoe, Baron Hayhoe PC (* 8. August 1925; † 7. September 2013) war ein britischer Politiker der Conservative Party.

## Leben
Hayhoe war von 1970 bis 1992 Parlamentsabgeordneter im britischen House of Commons. Bis 1974 vertrat er dabei Heston und Isleworth, ab 1974 dann Brentford und Isleworth. Während dieser Zeit hatte er unter anderem ministeriale Verantwortung über die Army (1979–81), den Civil Service (1981–85) sowie das Gesundheitssekretariat (1985–86).
1985 wurde Hayhoe zum Privy Councillor ernannt; 1992 erfolgte die Ernennung zum Life Peer mit dem Titel Baron Hayhoe, of Isleworth in the London Borough of Hounslow.